# Дупница (нос)
Вижте пояснителната страница за други значения на Дупница.
Носът Дупница (на английски: ’’Dupnitsa Point’’) е скалист морски нос от североизточната страна на входа в залива Хисаря на югоизточния бряг на остров Смит. Разположен 8,2 km североизточно от нос Джеймс, 2,9 km югоизточно от връх Ригс и 4,47 km югозападно от нос Цар Иван Асен.
Координатите му са: 63°03′25″ ю. ш. 62°34′55″ з. д. / 63.056944° ю. ш. 62.581944° з. д..
Наименуван е на град Дупница в Югозападна България. Името е официално дадено на 4 септември 2009 г.
Българско картографиране от 2009 г.

## Карти
- Л. Иванов. Антарктика: Остров Ливингстън и острови Гринуич, Робърт, Сноу и Смит. Топографска карта в мащаб 1:120000. Троян: Фондация Манфред Вьорнер, 2009. ISBN 978-954-92032-4-0